# Leichenbitter

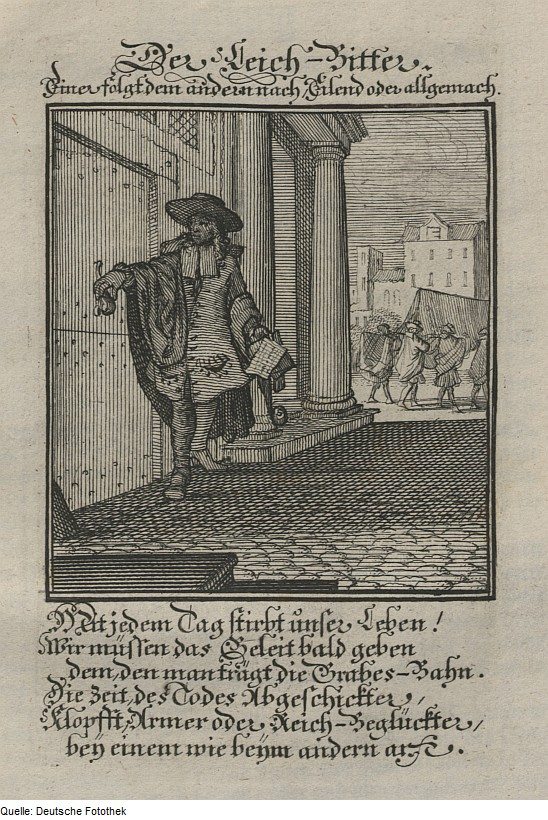
Klagansager im Ständebuch 1698 von Christoph Weigel der Ältere

Der Leichenbitter oder Leichbitter (auch Begräbnisbitter, Leichensager, in Norddeutschland Ansager, lokal schwäbisch auch Leichensäger, Leichenlader, Leichenbesorger, Leidbitter oder Totenbitter) war bis ins 19. Jahrhundert hinein ein öffentliches Amt.
Der Leichenbitter hatte die Todesnachricht zu überbringen und zum Leichenbegängnis einzuladen. Der Begriff Leichenbitter wird in der Literatur 1691 zum ersten Mal erwähnt.

## Aufgabenfeld
Der Leichenbitter war der Mann, der im Dorf von Hof zu Hof oder in der Stadt von Haus zu Haus ging, oder nach einer ihm aufgegebenen Adressenliste, an die Tür oder mit seinem Stock an den Fensterladen klopfte, um im Namen der Hinterlassenen zur Leiche zu bitten, zum Begräbnis einzuladen. Das tat er, indem er vor der aufgesperrten Tür oder vor dem geöffneten Fenster ohne namentliche Anrede seinen Spruch aufsagte. Er betrat auf keinen Fall das Haus. Es gehörte sich auch nicht, ihn hinein zu bitten oder hereinzulassen. Der Tod sollte nicht ins Haus hineinkommen. Man sah und hörte ihn ja bereits kommen. Mit ihm ging das Gerücht vom Tode. Ebenso konnte eine Frau eine Leichenbitterin sein.
Für die Todesnachricht, die der Leichenbitter lediglich überbrachte, erhielt er eine Münze zugeworfen oder ein Stück Brot in die Hand gegeben. Er ging beim Begräbnis am Ende des Trauergefolges mit, hatte alles im Blick, entrichtete die Gebühren an den Pfarrer, bezahlte das Geläute. Später verabschiedete er die Gäste des Trauermahls und bedankte sich für ihre Teilnahme an der Beerdigung im Namen der Hinterbliebenen.
Die Bilder zeigen ihn als dürren, oft ärmlich aussehenden Mann, der mit einem langen schwarzen Rock, Zylinder und Trauerflor gekleidet war. In Anhalt trug er ein schwarzes Band am Hut. Auch die Leichenbitterin oder Totenfrau war entsprechend gekleidet. Von daher rührt die Leichenbittermiene her.
Der Leichenbitter, der auch der Hochzeitsbitter oder Kindtaufbitter sein konnte, arrangierte die Beerdigung, unterrichtete den Pfarrer, bestellte den Totengräber und die Totenträger und zahlte die etwaigen Lohndiener aus. Er ist bei der Durchführung der Bestattung der Zeremonienmeister gewesen. Er legte vor allem die Reihenfolge der Personen im Trauergefolge fest und lud zum Leichenschmaus ein. Dieses Trauermahl ist in seinem Ursprung der Lohn für die Totenträger und Totengräber und ebenso das Gastmahl für das Trauergefolge gewesen. Dafür galt das Sprichwort: Essen und Trinken hält Leib und Seele zusammen. Später sind diese Obliegenheiten des Leichbitters von dem Bestatter übernommen worden. Im Grunde sind die Tätigkeitsmerkmale des heutigen Bestatters die des früheren Leichenbitters geblieben und haben sich noch ausdifferenziert.

## Soziale Stellung
Der Leichenbitter und der Totengräber und später der Leichenbestatter und andere Berufe, beispielsweise der Scharfrichter, galten wegen ihres Umgangs mit dem Toten als kultisch unrein und wurden als so genannte „unehrliche Berufe“ angesehen. Sie waren lebensnotwendig, doch man hatte mit ihnen nicht gern zu tun und mied den Umgang mit ihnen.
In Anhalt übernahmen regelmäßig Nachbarn des Verstorbenen die Aufgabe.

## Geschichte
Im Mittelalter erfolgte im ländlichen Leben die Bekanntmachung des Todes prinzipiell in zwei Richtungen. Nach innen diente sie der Bannung des Toten im Haus und Hof, in der Familie, im Gesinde und gegenüber den Tieren. Nach außen wurde es den Tod ansagen genannt. Anfangs war es ein Nachbar, der es übernahm, die Nachbarschaft, die Freunde, das Gemeinwesen allgemein zum Leichengefolge einzuladen.
In der Biedermeierzeit ist es in den Ständen des Adels und des gehobenen Bürgertums immer Sitte gewesen, im privaten Todesfall mit ein paar persönlichen Zeilen auf einem Billet, das ein Bote in einem Kuvert überbrachte, die nahen Verwandten und Freunde mit diesem Trauerbillet zu verständigen und zur Teilnahme an der Beerdigung einzuladen. Gute Qualität des Papiers und des Drucks war dabei ein Zeichen für Wohlstand und gesellschaftliches Ansehen.
Die ersten Todesanzeigen überhaupt erschienen Ende des 18. Jahrhunderts in den so genannten Intelligenzblättern. Der Tod wurde unter der Rubrik der Familiennachrichten im Fließtext bekannt gegeben. In der Königlich privilegierten Berlinischen Zeitung vom 30. Juni 1789 findet sich die erste Todesanzeige. Der heutige Brauch, eine private Todesanzeige in einer Tageszeitung zu veröffentlichen und den außerhalb der Region vom Todesfall Betroffenen einen (oft gedruckten) Trauerbrief zuzusenden, geht auf Anfang des 19. Jahrhunderts zurück. Die heutigen schwarzen Umrandungen der Todesanzeigen wurden später aus den Werbeanzeigen der Kaufmannschaft übernommen.
Auf dem Land setzten sich gedruckte Todesanzeigen oder entsprechende, mit der Post verschickte Karten erst später durch, Ende des 19. Jahrhunderts oder vielfach auch erst einige Jahre nach 1900: Einerseits weil man auf dem Land an alten Bräuchen grundsätzlich länger festhielt, andererseits aber auch, weil sich zunächst Druckereien auch in kleineren Orten entwickeln mussten bzw. die Verkehrsverbindungen sich erst nach und nach verbesserten.

## Abbildungen

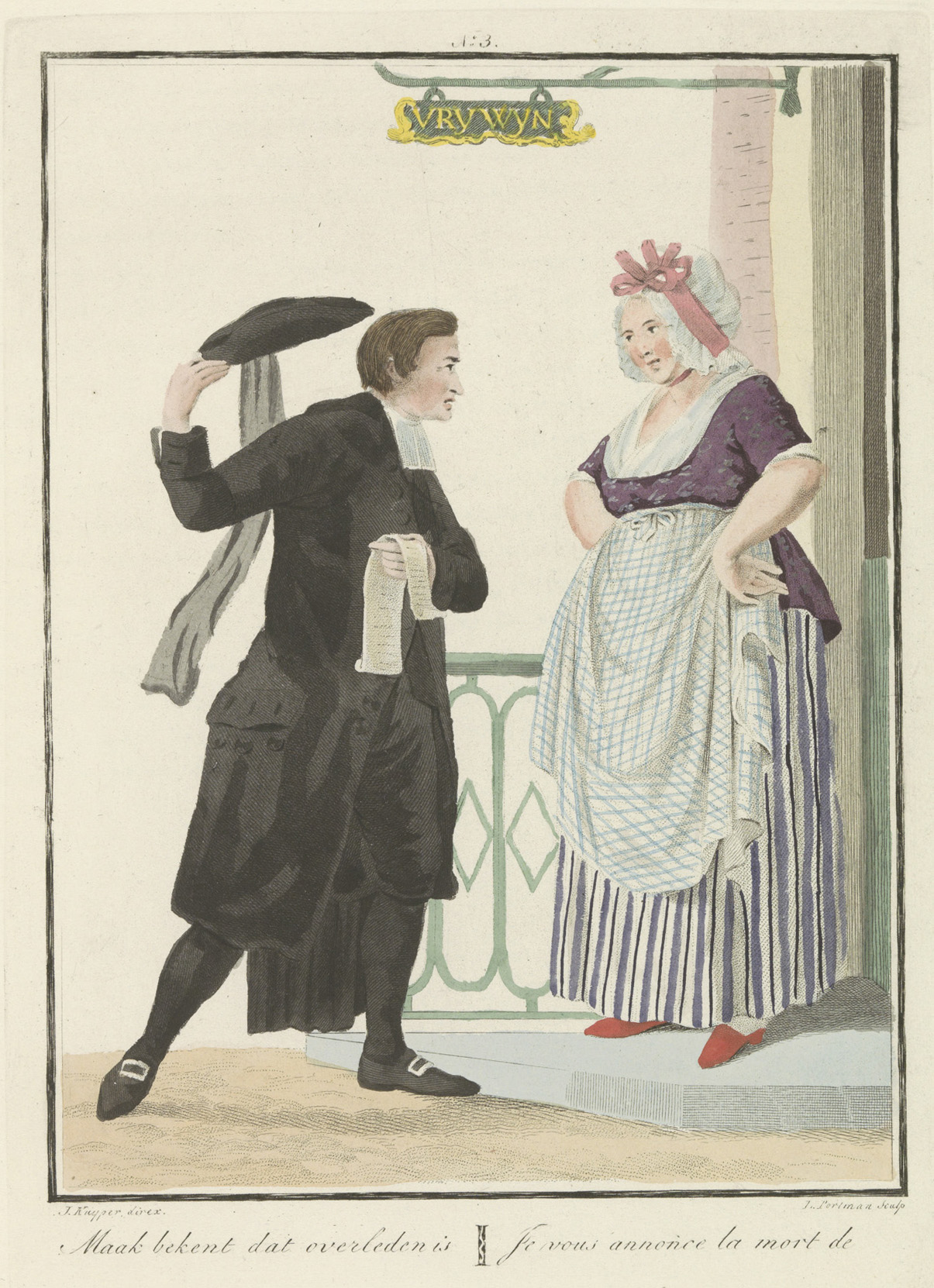
Amsterdamer Aanzegger oder Aanspreker, Anfang 19. Jh.
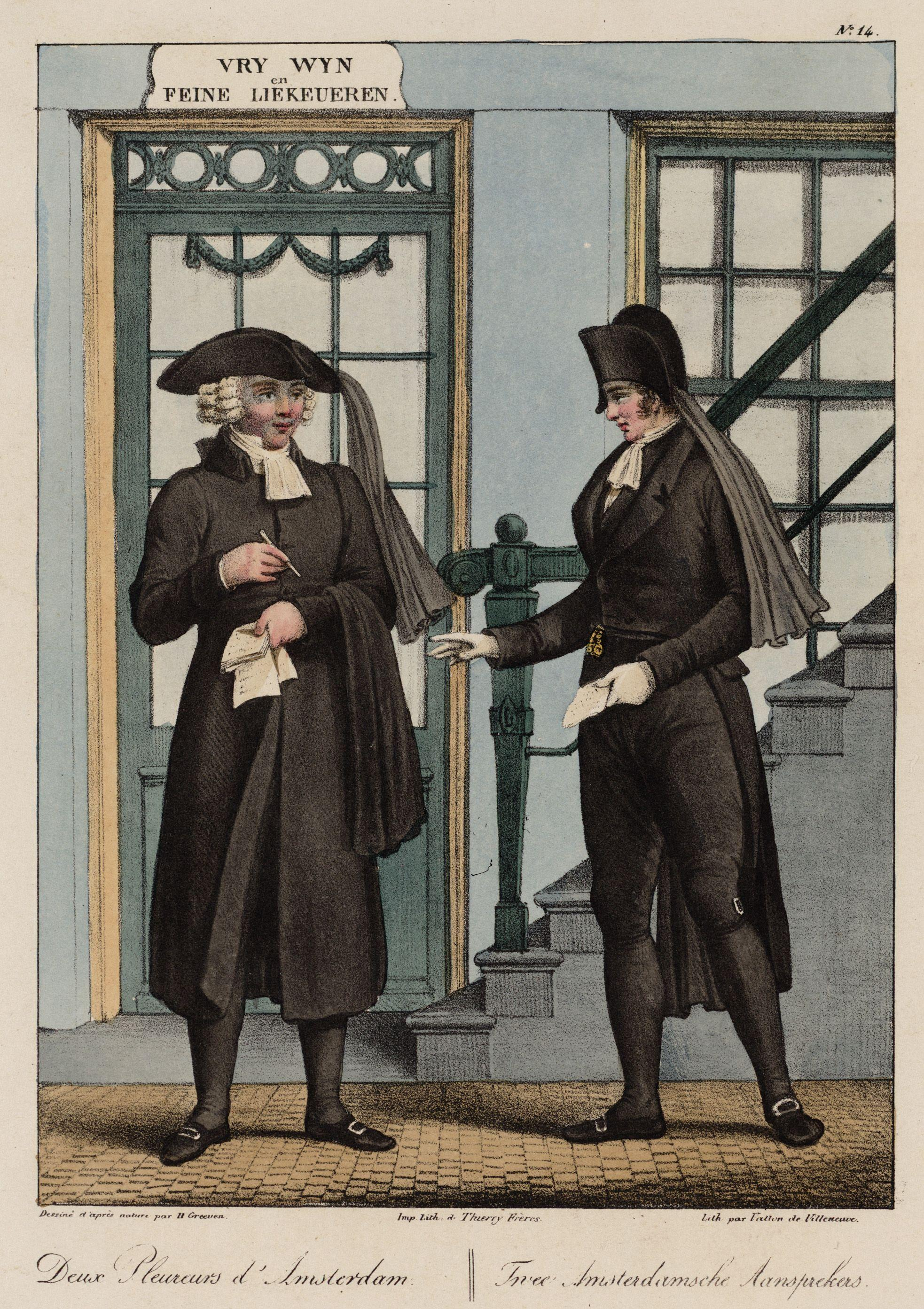
Zwei Amsterdamer Leichenbitter, Anfang 19. Jh.
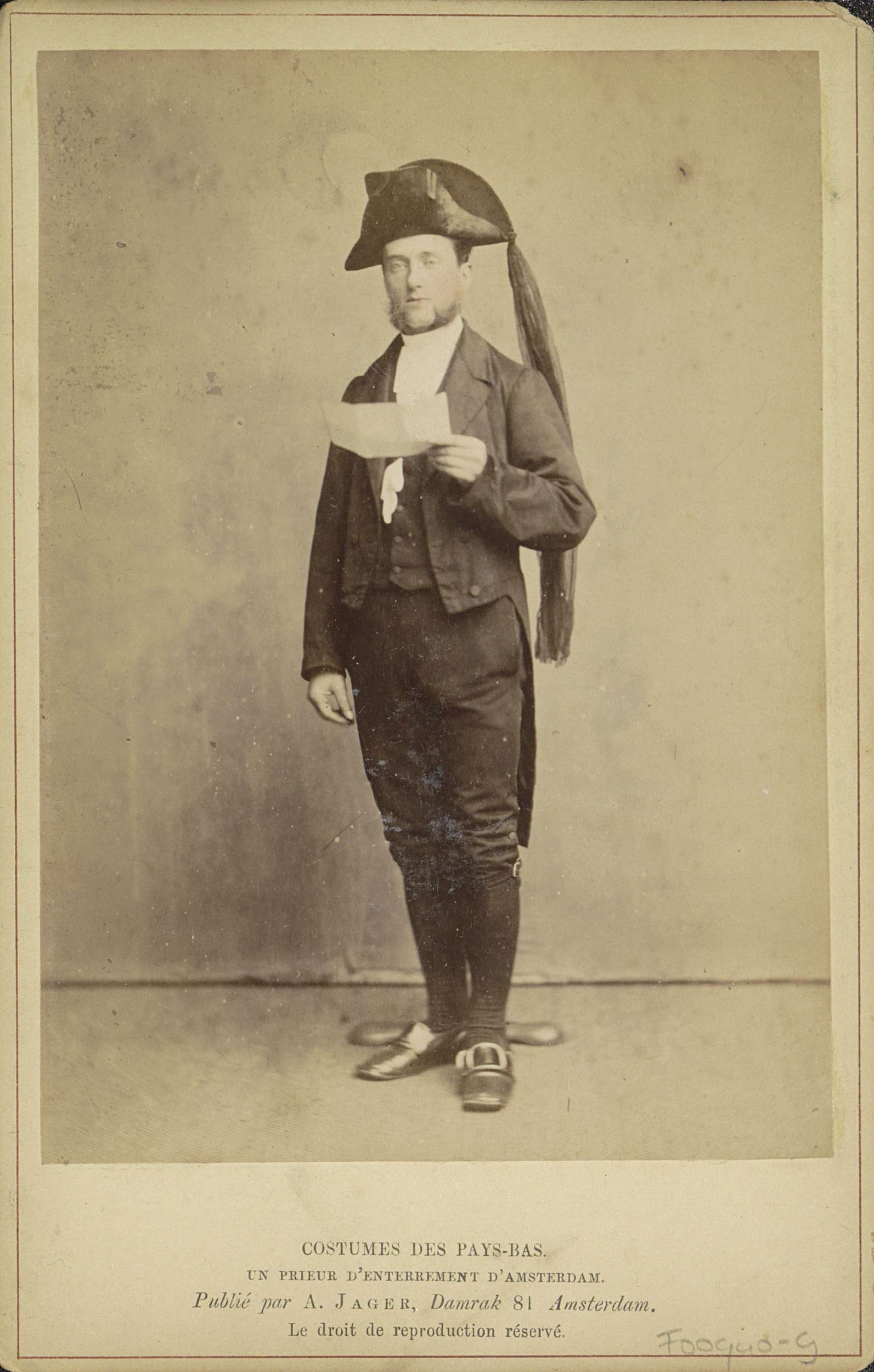
Amsterdamer Leichenbitter,  Photo aus dem 19. Jh.
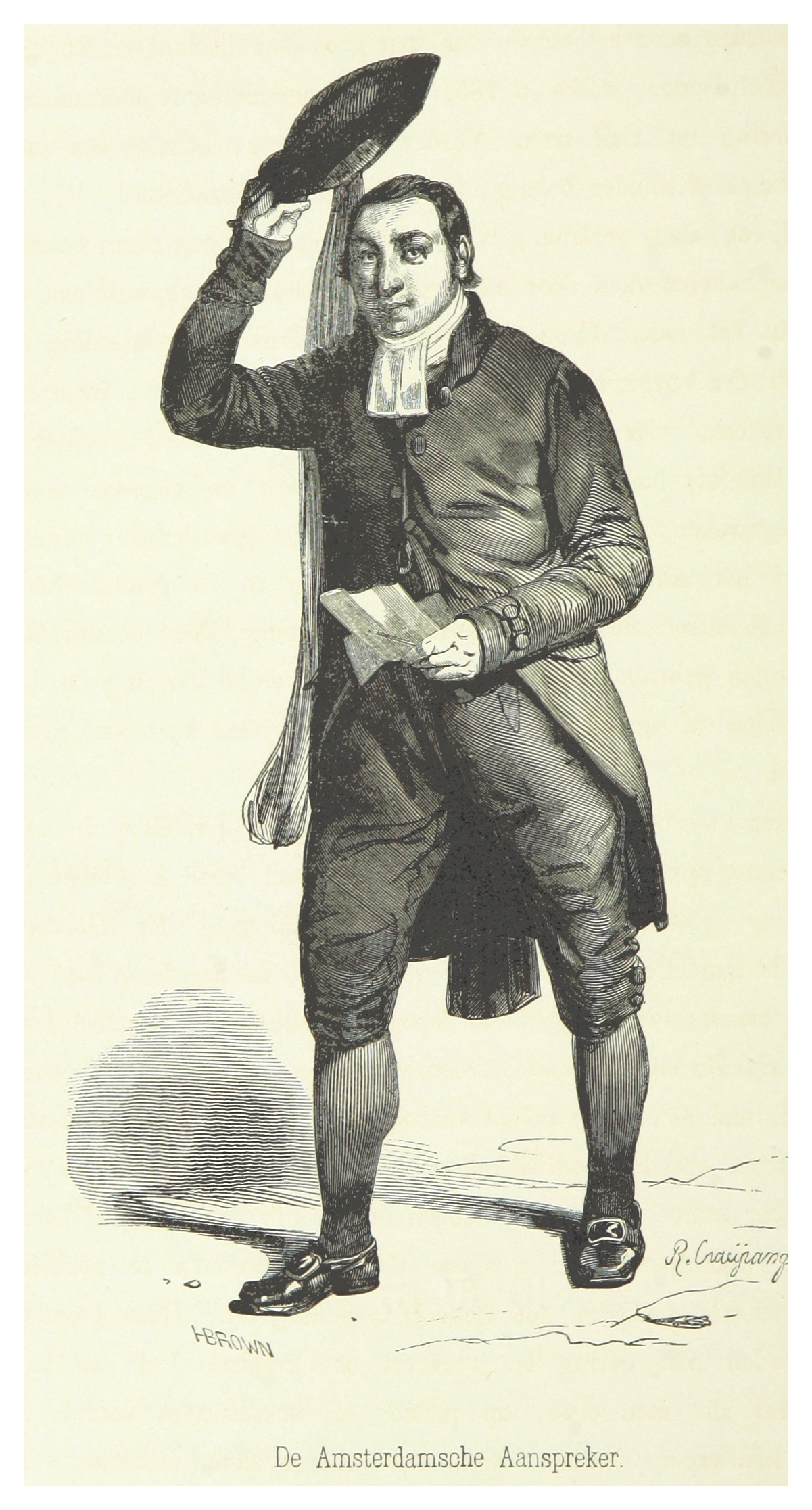
Amsterdamer Leichenbitter (Aanspreker), 1855